# Elecciones presidenciales de Portugal de 1996
Las quintas elecciones presidenciales portuguesas tras la revolución de los claveles se realizaron el 14 de enero de 1996.
El ex primer ministro Aníbal Cavaco Silva anunció su intención de presentarse a las elecciones presidenciales tras la derrota del PSD (que había gobernado el país durante diez años) en las elecciones parlamentarias de 1995. Su principal oponente fue el exalcalde de Lisboa, Jorge Sampaio, que derrotó a Cavaco Silva por un margen de cerca de 400 000 votos. Los otros dos candidatos, Jerónimo de Sousa (apoyado por PCP) y Alberto Matos (apoyado por UDP) retiraron sus candidaturas a favor de Jorge Sampaio, que asumió el cargo de su primer mandato el 9 de marzo de 1996.
Cavaco Silva ganó la mayoría de los votos en el norte del país (regiones que habían votado masivamente en PSD en las elecciones parlamentarias y locales anteriores, lo que llevó a la popularización de la expresión "Cavaquistão" para esta área donde él tenía un mayor número de simpatizantes —especialmente el distrito de Viseu—). Cavaco Silva también recibió la mayoría de los votos en el distrito de Leiría, en las Azores y en Madeira.
El líder de CDS-PP, Manuel Monteiro, buscó el apoyo de su partido para la candidatura de Cavaco Silva, pero no obtuvo el respaldo suficiente.

## Resultados
| Elecciones presidenciales de Portugal del 14 de enero de 1996 Presidente Fuentes: |

| Partidos                | Candidatos              | Votos     | %      |
| ----------------------- | ----------------------- | --------- | ------ |
| PS, apoyado por: PCP    | Jorge Sampaio           | 3.035.056 | 53,91% |
| PSD                     | Cavaco Silva            | 2.595.131 | 46,09% |
| Votos positivos         | Votos positivos         | 5.630.187 | 97,70% |
|                         |                         |           |        |
| Votos en blanco         | Votos en blanco         | 63.463    | 1,10%  |
| Votos nulos             | Votos nulos             | 69.328    | 1,20%  |
|                         |                         |           |        |
| Total votantes (66,29%) | Total votantes (66,29%) | 5.762.978 | 100%   |
| Electores habilitados   | Electores habilitados   | 8.693.636 |        |

## Resultados por circunscripciones electorales

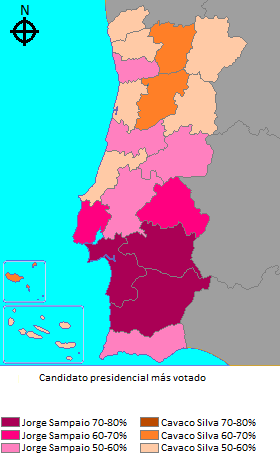
Resultados de las elecciones presidenciales de 1996 por circunscripción electoral.

|                           | %             | %            |
| Circunscripción electoral | Jorge Sampaio | Cavaco Silva |
| ------------------------- | ------------- | ------------ |
| Azores                    | 43,60         | 56,40        |
| Aveiro                    | 43,04         | 56,96        |
| Beja                      | 79,15         | 20,85        |
| Braga                     | 45,79         | 54,21        |
| Braganza                  | 40,17         | 59,83        |
| Castelo Branco            | 55,50         | 44,50        |
| Coímbra                   | 54,37         | 45,63        |
| Évora                     | 73,32         | 26,68        |
| Faro                      | 58,45         | 41,55        |
| Guarda                    | 44,00         | 56,00        |
| Leiría                    | 40,41         | 59,59        |
| Lisboa                    | 60,98         | 39,02        |
| Madeira                   | 39,58         | 60,42        |
| Portalegre                | 69,38         | 30,62        |
| Oporto                    | 51,85         | 48,15        |
| Santarém                  | 57,50         | 42,50        |
| Setúbal                   | 74,51         | 25,49        |
| Viana do Castelo          | 41,57         | 58,43        |
| Vila Real                 | 39,64         | 60,36        |
| Viseu                     | 36,97         | 63,03        |
| Total                     | 53,91         | 46,09        |

Fuentes: